# Армия Каннибалов
Армия Каннибалов (фр. Armée Cannibale) — полукриминальное вооружённое гаитянское ополчение, сыгравшее решающую роль в свержении президента Аристида в 2004. Ополчение было сформировано в городе Гонаив в начале 1990-х. Лидером ополчения (уличной банды) стал Амиот Метаяр (фр. Amiot Métayer). 5 февраля 2004 солдаты Армии Каннибалов атаковали штаб-квартиру полиции в своём городе и выдвинули политические требования по свержению правительства. С тех пор Армия Каннибалов была переименована во Фронт сопротивления Гонаива  Архивная копия от 18 сентября 2007 на Wayback Machine.